# Masaniello

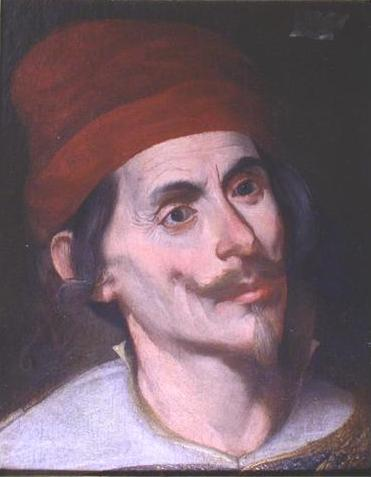
Masaniello es una de las más importantes figuras de la tradición napolitana

Masaniello, sobrenombre de Tommaso Aniello d'Amalfi (Nápoles, 29 de junio de 1620 – 16 de julio de 1647), fue un pescador y revolucionario napolitano. Se convirtió en el cabecilla de la rebelión napolitana entre el 7 y 16 de julio de 1647 en la cual el pueblo se rebeló contra las cargas impositivas impuestas por el virreinato español. 
Después de diez días de revueltas, fue seducido por la corte, acusado de locura y traicionado por una parte de sus seguidores. Murió asesinado a la edad de veintisiete años. Su revolución desestabilizó el gobierno virreinal y abrió paso a la República Napolitana, instaurada cinco meses después de su muerte. Masaniello quedó en la historia como símbolo del pueblo napolitano, y muchas veces fue representado en la pintura, música y literatura.

## Biografía

### Nombre y lugar de nacimiento

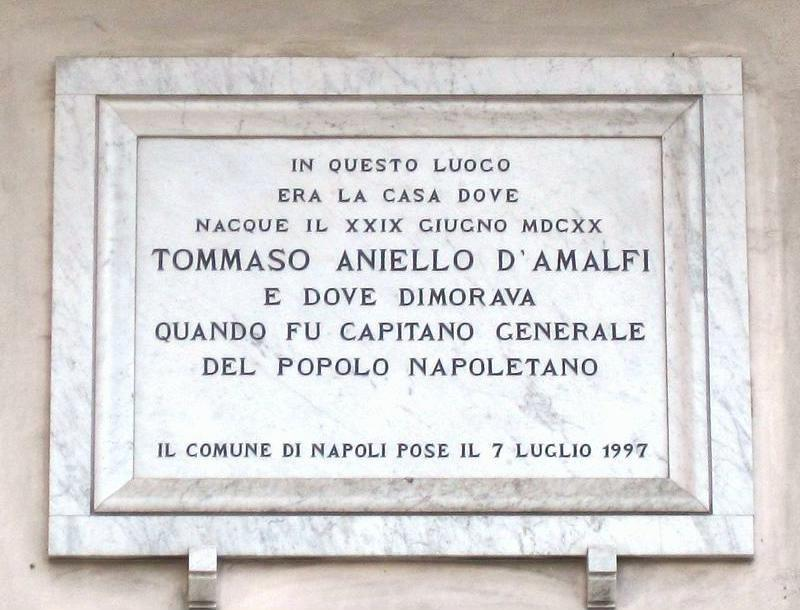
Inscripción colocada en la residencia de Masaniello en conmemoración de su 350 aniversario de nacimiento.

Masaniello nació el 29 de junio de 1620 en Vico Rotto, lugar de Nápoles cerca de la plaza del mercado, hijo de Francesco d'Amalfi y Antonia Gargano.
Existe una teoría que indica que el apellido d'Amalfi (de Amalfi) en verdad es su lugar de nacimiento, pero fue desmentida por el historiador Salvatore Di Giacomo citando su bautismo:

A 29 giugno 1620 Thomaso Aniello figlio di Cicco d'Amalfi et Antonia Gargano è stato battezzato da me Don Giovanni Matteo Peta, et levato dal sacro fonte da Agostino Monaco et Giovanna de Lieto al Vico Rotto.

El 29 de junio de 1620 Thomaso Aniello, hijo de Cicco d'Amalfi y Antonia Gargano ha sido bautizado por mi, Don Giovanni Matteo Peta, y levantado de la sagrada fuente por Agostino Monaco y Giovanna de Lieto en Vico Rotto.

El bautismo se produjo el mismo día del nacimiento en la iglesia de Santa Caterina donde posteriormente se casaría con Bernardina Pisa. El 7 de julio de 1997, en el 350.º aniversario número de su muerte, la ciudad de Nápoles colocó una inscripción en su honor en su casa natal.

### La revuelta
El desgobierno y la opresión fiscal habían despertado el descontento en Sicilia provocando el estallido de una rebelión en Palermo en mayo de 1647. Los habitantes de Nápoles siguieron el ejemplo de los sicilianos. El hecho que hizo saltar la chispa de la rebelión fue un nuevo impuesto sobre la fruta, el alimento básico de los pobres, siendo el instigador principal del movimiento Masaniello, que tomó el mando de los "malcontentos". El brote comenzó el 7 de julio de 1647 con disturbios a las puertas de la ciudad de Nápoles entre los vendedores de fruta de los alrededores y los aduaneros, que fueron forzados a huir mientras la oficina de aduana era quemada. Los alborotadores entonces se encaminaron hacia la ciudad y una vez allí dirigieron sus pasos hacia el palacio del virrey Rodrigo Ponce de León, duque de Arcos, quien tuvo que refugiarse primero en un convento vecino, luego en Castel Sant'Elmo, y finalmente en Castel Nuovo.
Masaniello intentó controlar a la muchedumbre y refrenar sus instintos vandálicos, y en cierta medida lo consiguió; ataviado con el traje tradicional de  pescador, dio audiencias y administró justicia desde un andamio de madera fuera de su casa. Varios alborotadores, incluyendo al duque de Maddaloni, un opositor del virrey, y su hermano Giuseppe Caraffa fueron condenados a muerte por él y ejecutados.
La muchedumbre, que cada día obtenía más armas y se hacía más intratable, aterrorizó la ciudad, y eligió a Masaniello Capitán general; la rebelión se extendió también a las provincias. Finalmente, el virrey, cuyas negociaciones con Masaniello con frecuencia eran interrumpidas por los tumultos, terminó por conceder todas las exigencias de los rebeldes. El 13 de julio de 1647, con la mediación del cardenal Ascanio Filomarino, arzobispo de Nápoles, fue firmado un pacto entre Arcos y Masaniello como "líder de la gente más fiel de Nápoles" por el cual la rebeldía sería perdonada, los impuestos más opresivos eliminados, mientras que a los ciudadanos se les concedieron ciertos derechos como el de permanecer en armas hasta que el tratado fuese ratificado por el rey de España.
De Arcos entonces invitó a Masaniello al palacio, confirmando su título de "Capitán-general de la gente de Nápoles", regalándole una cadena de oro y ofreciéndole una pensión. Masaniello rechazó la pensión y rehusó las dignidades, diciendo que su deseo era volver a su antigua vida de pescador; pero fue entretenido por el virrey y, en parte debido a la tensión y al entusiasmo de los días pasados, en parte a su atolondramiento ante su asombroso cambio de fortuna, o quizás, como se pensó entonces, porque fue envenenado, perdió la cabeza.
La gente le siguió obedeciendo durante algunos días  hasta que fue abandonado por sus mejores amigos, que se acercaron al partido español. Fue asesinado mientras arengaba a una muchedumbre en el mercado el 16 de julio de 1647; le cortaron la cabeza que llevaron al virrey, mientras que su cuerpo fue enterrado fuera de la ciudad. Pero al día siguiente la población, enfadada por la alteración de las medidas para pesar pan, se arrepintió de su insana furia, y el cuerpo de Masaniello fue desenterrado, ofreciéndole un magnífico entierro en el que incluso estuvo representado el propio virrey. 
La revuelta de Masaniello fue inicialmente una protesta contra la carestía de alimentos y la alta presión fiscal debida a las necesidades bélicas. De hecho el grito de la revolución fue Viva el rey [de Nápoles y España] y muera el mal gobierno. Masaniello además declaró varias veces su fidelidad al rey Felipe IV de España. Pero la sublevación «...que empezó siendo un motín de hambre tomó un tinte político favorecido por algunos elementos de la intelectualidad y las clases medias y pronto se deslizó en el plano social» tomando un carácter antifeudal y antiespañol. La historia de la rebelión fue contada en español por el historiador italiano Pablo Antonio de Tarsia.